# 菲岛关公蟹
菲岛关公蟹（学名：Philippidorippe philippinensis）为关公蟹科菲岛关公蟹属的动物。分布于菲律宾以及中国大陆的南沙群岛等地，生活环境为海水，常栖息于96-195米的泥质沙底。其生存的海拔范围为-195至-96米。该物种的模式产地在菲律宾。